# Liste der Naturdenkmale in Falkenberg/Elster
Die Liste der Naturdenkmale in Falkenberg/Elster enthält alle Bäume, welche als Naturdenkmal in  der Stadt Falkenberg/Elster im Landkreis Elbe-Elster durch Rechtsverordnung geschützt sind. Naturdenkmäler sind Einzelschöpfungen der Natur, deren Erhaltung wegen ihrer hervorragenden Schönheit, Seltenheit oder Eigenart oder ihrer ökologischen, wissenschaftlichen, geschichtlichen, volks- oder heimatkundlichen Bedeutung im öffentlichen Interesse liegt. Grundlage ist die Veröffentlichung des Landkreises Elbe-Elster.

## Legende
In den Spalten befinden sich folgende Informationen:
- Nr.: Identifizierungsnummer nach veröffentlichter Liste. Sie wird von der unteren Naturschutzbehörde des Landkreises oder der kreisfreien Stadt vergeben. Wenn sie bekannt ist, wird sie angegeben. In dieser Spalte kann sich zusätzlich das Wort Wikidata befinden, der entsprechende Link führt zu Angaben zu diesem Naturdenkmal bei Wikidata.
- Bezeichnung: Benennung des Naturdenkmals, in der Regel wird bei Bäume die Baumart genannt. Bekannte Eigennamen werden mit angegeben.
- Gemarkung: Ort oder Gemarkung, in der sich das Naturdenkmal befindet
- Lage: Nennt die Lage des Naturdenkmals im jeweiligen Ortsteil und die geografischen Koordinaten des Naturdenkmals. Link zu einem Kartenansichtstool, um Koordinaten zu setzen. In der Kartenansicht sind Naturdenkmale ohne Koordinaten mit einem roten beziehungsweise orangen Marker dargestellt und können in der Karte gesetzt werden. Denkmale ohne Bild sind mit einem blauen bzw. roten Marker gekennzeichnet, Denkmale mit Bild mit einem grünen beziehungsweise orangen Marker.
- Beschreibung: die Beschreibung des Naturdenkmales
- Schutzzweck: Erläutert den Grund der Unterschutzstellung
- Bild: Zeigt ein Bild des Naturdenkmales und gegebenenfalls ein Link zu weiteren Fotos im Medienarchiv Wikimedia Commons

## Liste
| Bild                                    | Bezeichnung              | Lage | Beschreibung                                                             | Schutzzweck                                                                      | Nummer |
| --------------------------------------- | ------------------------ | --- | ------------------------------------------------------------------------ | -------------------------------------------------------------------------------- | ------ |
| Direkt Bild zu diesem Denkmal hochladen | Feldulme                 | Großrössen, Großrössen, Herzberger Straße 4; Flur 6, Flurstück 37 ()                                                                  |                                                                          | Seltenheit, Eigenart, Schönheit                                                  | 9      |
| Direkt Bild zu diesem Denkmal hochladen | Winterlinde              | Kölsa, Kölsa, Hauptstraße 31; Flur 2, Flurstück 63/4 ()                                                                               | das Flurstück befindet sich an der Ecke Torgauer Straße/Beyrische Straße | landeskundlich, Eigenart, Schönheit                                              | 10     |
| Fotos hochladen                         | Friedenseiche Stieleiche | Kölsa, Kölsa, Hauptstraße; Flur 2, Flurstück 174 (51° 35′ 2″ N, 13° 12′ 35,3″ O)                                                      |                                                                          | landeskundlich, Eigenart, Schönheit                                              | 11     |
| BW                                      | Stieleiche               | Kleinrössen, Kleinrössen, Gartenstraße; Flur 1, Flurstück 1 (51° 38′ 29,2″ N, 13° 15′ 42,3″ O)                                        |                                                                          | wissenschaftlich, landesgeschichtlich, landeskundlich, Eigenart, Schönheit       | 12     |
| Direkt Bild zu diesem Denkmal hochladen | Sumpfeiche               | Falkenberg, Falkenberg, am Neugraben in der Nähe des Kiebitzer Sees; Flur 15, Flurstück 79 ()                                         |                                                                          | naturgeschichtlich, Seltenheit, Eigenart, Schönheit                              | 16     |
| Direkt Bild zu diesem Denkmal hochladen | Stieleiche               | Falkenberg, Falkenberg, auf einer Wiesenfläche östlich des Kiebitzer Sees; Flur 15, Flurstück 70 ()                                   |                                                                          | landeskundlich, Eigenart, Schönheit                                              | 17     |
| Direkt Bild zu diesem Denkmal hochladen | Stieleiche               | Falkenberg, Falkenberg, auf einer Wiesenfläche neben der Bahnlinie Falkenberg; Flur 3, Flurstück 263 ()                               |                                                                          | landeskundlich, Eigenart, Schönheit                                              | 18     |
| Direkt Bild zu diesem Denkmal hochladen | Schwarzerle              | Falkenberg, Falkenberg, auf einer Wiesenfläche am Hauptgraben, östlich Kiebitzer See; Flur 14, Flurstück 1 ()                         |                                                                          | landeskundlich, Eigenart, Schönheit                                              | 19     |
| Direkt Bild zu diesem Denkmal hochladen | Stieleiche               | Falkenberg, Falkenberg, Scheidelache; Flur 16, Flurstück 75 ()                                                                        |                                                                          | wissenschaftlich, landeskundlich, Eigenart, Schönheit                            | 20     |
| BW                                      | Stieleiche               | Rehfeld, Rehfeld, Lindenstraße-Gemeindeamt; Flur 1, Flurstück 38/1 (51° 35′ 4,8″ N, 13° 10′ 33,3″ O)                                  |                                                                          | landeskundlich, Eigenart, Schönheit                                              | 21     |
| BW                                      | Linde                    | Rehfeld, Rehfeld, vor der Kirche; Flur 1, Flurstück 38/1 (51° 35′ 9,9″ N, 13° 10′ 31,1″ O)                                            |                                                                          | Eigenart, Schönheit                                                              | 22     |
| BW                                      | Ulme                     | Rehfeld, Rehfeld, Lindenstraße 62; Flur 1, Flurstück 45/3 (51° 35′ 4,3″ N, 13° 10′ 35,1″ O)                                           |                                                                          | Seltenheit, Eigenart, Schönheit                                                  | 23     |
| BW                                      | Feldulme                 | Schmerkendorf, Schmerkendorf, vor der Gaststätte "Zur Ulme"; Flur 5, Flurstück 296 (51° 34′ 0,7″ N, 13° 14′ 55,5″ O)                  |                                                                          | Seltenheit, Eigenart, Schönheit                                                  | 24     |
| Weitere Bilder Fotos hochladen          | Feldulme                 | Schmerkendorf, Schmerkendorf, am Schmiedeberg 4; Flur 5, Flurstück 302 (51° 34′ 0,6″ N, 13° 14′ 56,4″ O)                              |                                                                          | landeskundlich, Seltenheit, Eigenart, Schönheit                                  | 25     |
| BW                                      | Stieleiche               | Schmerkendorf, Schmerkendorf, Hauptstraße 32; Flur 5, Flurstück 283 (51° 34′ 0,1″ N, 13° 14′ 57,3″ O)                                 |                                                                          | Eigenart, Schönheit                                                              | 26     |
| Fotos hochladen                         | Sommerlinde              | Schmerkendorf, Schmerkendorf, Hauptstraße 26; Flur 5, Flurstück 74/1 (51° 34′ 6,7″ N, 13° 14′ 59,1″ O)                                |                                                                          | Eigenart, Schönheit                                                              | 27     |
| BW                                      | Feldulme                 | Schmerkendorf, Schmerkendorf, am Schmiedeberg; Flur 5, Flurstück 365 (51° 34′ 0,2″ N, 13° 14′ 55,9″ O)                                |                                                                          | wissenschaftlich, naturkundlich, landeskundlich, Seltenheit, Eigenart, Schönheit | 28     |
| Direkt Bild zu diesem Denkmal hochladen | Birne                    | Falkenberg, Falkenberg, Buschhaus; Flur 15, Flurstück 108; im östlichen Teil des Waldstückes nördlich vom Kiebitzer See ()            |                                                                          | naturgeschichtlich, landeskundlich, Seltenheit, Eigenart, Schönheit              | 29     |
| BW                                      | Stieleiche               | Falkenberg, Falkenberg, Bauschlosserei Kühns Mühle; Flur 10, Flurstück 93 (51° 34′ 43,1″ N, 13° 14′ 28,6″ O)                          |                                                                          | landeskundlich, Eigenart, Schönheit                                              | 39     |
| Direkt Bild zu diesem Denkmal hochladen | Stieleiche               | Falkenberg, Falkenberg, am Lehrpfad im LSG Kiebitzer See; Flur 15, Flurstück 88/7 ()                                                  |                                                                          | naturgeschichtlich, Eigenart, Schönheit                                          | 40     |
| Direkt Bild zu diesem Denkmal hochladen | Stieleiche               | Falkenberg, Falkenberg, Parkplatz Hörsteweg am Kiebitzer See; Flur 13, Flurstück 202 ()                                               |                                                                          | naturgeschichtlich, Eigenart, Schönheit                                          | 41     |
| Direkt Bild zu diesem Denkmal hochladen | Speierling               | Falkenberg, Falkenberg, Mühlberger Straße; Flur 7, Flurstück 678 ()                                                                   |                                                                          | naturgeschichtlich, landeskundlich, Seltenheit, Eigenart, Schönheit              | 42     |
| BW                                      | Stieleiche               | Falkenberg, Falkenberg, Kiebitzer Straße, am Graben; Flur 11, Flurstück 79 (51° 35′ 20″ N, 13° 15′ 35,1″ O)                           |                                                                          | naturgeschichtlich, Eigenart, Schönheit                                          | 43     |
| BW                                      | Feldulme                 | Falkenberg, Falkenberg, Lindenstraße, Haus des Gastes; Flur 4, Flurstück 103/3 (51° 35′ 17,8″ N, 13° 14′ 10,4″ O)                     |                                                                          | landeskundlich, Seltenheit, Eigenart, Schönheit                                  | 44     |
| Direkt Bild zu diesem Denkmal hochladen | Schwarzpappel            | Falkenberg, Falkenberg, Rössner Teich; Flur 3, Flurstück 181 ()                                                                       |                                                                          | wissenschaftlich, naturgeschichtlich, Seltenheit, Eigenart, Schönheit            | 45     |
| BW                                      | Stieleiche               | Falkenberg, Falkenberg, Kreisverkehr Torgauer Straße; Flur 7, Flurstück 620 (51° 35′ 12,7″ N, 13° 14′ 10,4″ O)                        |                                                                          | landeskundlich, Eigenart, Schönheit                                              | 46     |
| Direkt Bild zu diesem Denkmal hochladen | Feldulme                 | Falkenberg, Falkenberg, Bahnhofstraße (nördlich der Uebigauer Straße); Flur 4, Flurstück 309 ()                                       |                                                                          | naturgeschichtlich, Seltenheit, Eigenart, Schönheit                              | 47     |
| Direkt Bild zu diesem Denkmal hochladen | Stieleiche               | Falkenberg, Falkenberg, am Neugraben, in der Nähe des Niedermoores zum Buschhaus; Flur 15, Flurstück 59 ()                            |                                                                          | naturgeschichtlich, Eigenart, Schönheit                                          | 50     |
| Direkt Bild zu diesem Denkmal hochladen | Feldulme                 | Falkenberg, Falkenberg, Friedrich-List-Straße; Flur 4, Flurstück 309 ()                                                               |                                                                          | naturgeschichtlich, Seltenheit, Eigenart, Schönheit                              | 65     |
| Direkt Bild zu diesem Denkmal hochladen | Stieleiche               | Kölsa, Kölsa, Erlers Wald; Flur 3, Flurstück 102 ()                                                                                   |                                                                          | naturgeschichtlich, Eigenart, Schönheit                                          | 209    |
| BW                                      | Stieleiche               | Schmerkendorf, Schmerkendorf, Eisenbahnstraße Kiebitzer Weg; Flur 6, Flurstück 233 (51° 34′ 22,6″ N, 13° 15′ 8,7″ O)                  |                                                                          | Eigenart, Schönheit                                                              | 210    |
| Direkt Bild zu diesem Denkmal hochladen | Stieleiche               | Falkenberg, Falkenberg, Parkplatz Kiebitzer Baggerteich; Flur 13, Flurstück 140 ()                                                    |                                                                          | naturgeschichtlich, Eigenart, Schönheit                                          | 211    |
| Direkt Bild zu diesem Denkmal hochladen | Stieleiche               | Falkenberg, Falkenberg, Parkplatz Kiebitzer Baggerteich; Flur 13, Flurstück 140 ()                                                    |                                                                          | naturgeschichtlich, Eigenart, Schönheit                                          | 212    |
| Direkt Bild zu diesem Denkmal hochladen | Stieleiche               | Falkenberg, Falkenberg, Parkplatz Kiebitzer Baggerteich; Flur 13, Flurstück 140 ()                                                    |                                                                          | naturgeschichtlich, Eigenart, Schönheit                                          | 213    |
| BW                                      | Stieleiche               | Schmerkendorf, Schmerkendorf, an der Grabenböschung Ecke Falkenberger Straße; Flur 8, Flurstück 163 (51° 34′ 15,7″ N, 13° 15′ 2,4″ O) |                                                                          | landeskundlich, Eigenart, Schönheit                                              | 214    |
| Direkt Bild zu diesem Denkmal hochladen | Feldulme                 | Falkenberg, Falkenberg, Ludwig-Jahn-Straße Haus des Gastes; Flur 4, Flurstück 103/3 ()                                                |                                                                          | landeskundlich, Seltenheit, Eigenart, Schönheit                                  | 216    |